# Месмеризм
Месмеризм (животный магнетизм) — гипотеза немецкого врача и астролога эпохи Просвещения, Франца Месмера о том, что некоторые люди обладают «магическим магнетизмом» и способны излучать телепатическую энергию. До конца XIX века в разных странах были выпущены сотни трактатов о животном магнетизме. Лица, практиковавшие месмеризм в медицинских и иных целях, именовались магнетизёрами.

## Идеи Месмера
Согласно Месмеру, люди выделяют особого рода магнитную энергию, или флюиды, которые позволяют им устанавливать телепатическую связь друг с другом:
Все тела в той или иной мере способны проводить магнетический флюид так, как это делает природный магнит. Этот флюид наполняет всю материю. Этот флюид может быть аккумулирован и усилен так же, как электричество. Этот флюид можно передавать на расстоянии. В природе есть два вида тел: одни усиливают этот флюид, а другие его ослабляют.Ф. А. Месмер, 1781
Считалось, что животный магнетизм может передаваться на любые живые и неживые объекты, действовать на любых расстояниях, может накапливаться или усиливаться за счёт зеркал или звука. По мнению Месмера, неравномерное распределение флюида в организме вызывает болезни, а добиваясь гармонического перераспределения флюида, можно излечить болезнь. Месмер писал: «Животный магнетизм (флюид) передаётся прежде всего посредством чувства. Только чувство позволяет постигнуть эту теорию». Он утверждал, что флюиды врача передаются больному за счёт магнетических пассов и прикосновений, прямо или опосредованно.
Под влиянием этих идей Месмер разработал психотерапевтический приём лечения, который был назван им «бакэ» (от фр. baquet — чан). Его суть в том, что несколько пациентов располагается вокруг деревянного чана с водой, в крышку которого через специальные отверстия вставлены намагниченные железные стержни. В условиях группового сеанса пациенты прикасались к ним и друг к другу, создавая цепь, по которой «циркулировал» флюид. Магнетизёр при этом должен был коснуться чана, передавая через него целительную энергию всем пациентам одновременно.
Месмер полагал, что в состоянии магнетического сна или транса некоторые люди могут предвидеть будущее и прозревать далёкое прошлое, способны видеть внутренние органы — как свои, так и других людей, распознавать болезни, определять средства лечения и т. п. При этом механизм лечения имел, по его мнению, сугубо физиологическое, а не психологическое содержание.

## Первая волна месмеризма
В 1770-е годы австрийский священник Гасснер прославился искусством излечивать больных одной лишь силой молитвенного слова, без помощи лекарств. В 1775 году курфюрст Максимилиан III пригласил Гасснера к своему двору и созвал светил тогдашней медицины, чтобы исследовать этот феномен. Среди приглашённых был и медик Месмер, который объяснил успехи Гасснера действием «животного магнетизма». Он ссылался на именитых учёных прошлого, которые рассуждали о существовании тайной «симпатии» (магнетической связи) между людьми и предметами. Своими предшественниками Месмер считал Парацельса, Фладда, Кирхера и Гельмонта.
Месмер начал проповедь своего учения ещё в 1773 году. Через три года он впервые применил «животный магнетизм» в медицинских целях, тем самым положив начало современному гипнозу. Заявления Месмера привлекли к себе внимание широкой общественности и серьёзных учёных, так как давали истолкование таким необъяснимым психическим состояниям, как гипноз и транс. Значение трудов Месмера для введения гипноза в медицинскую практику признавал Джеймс Брейд.

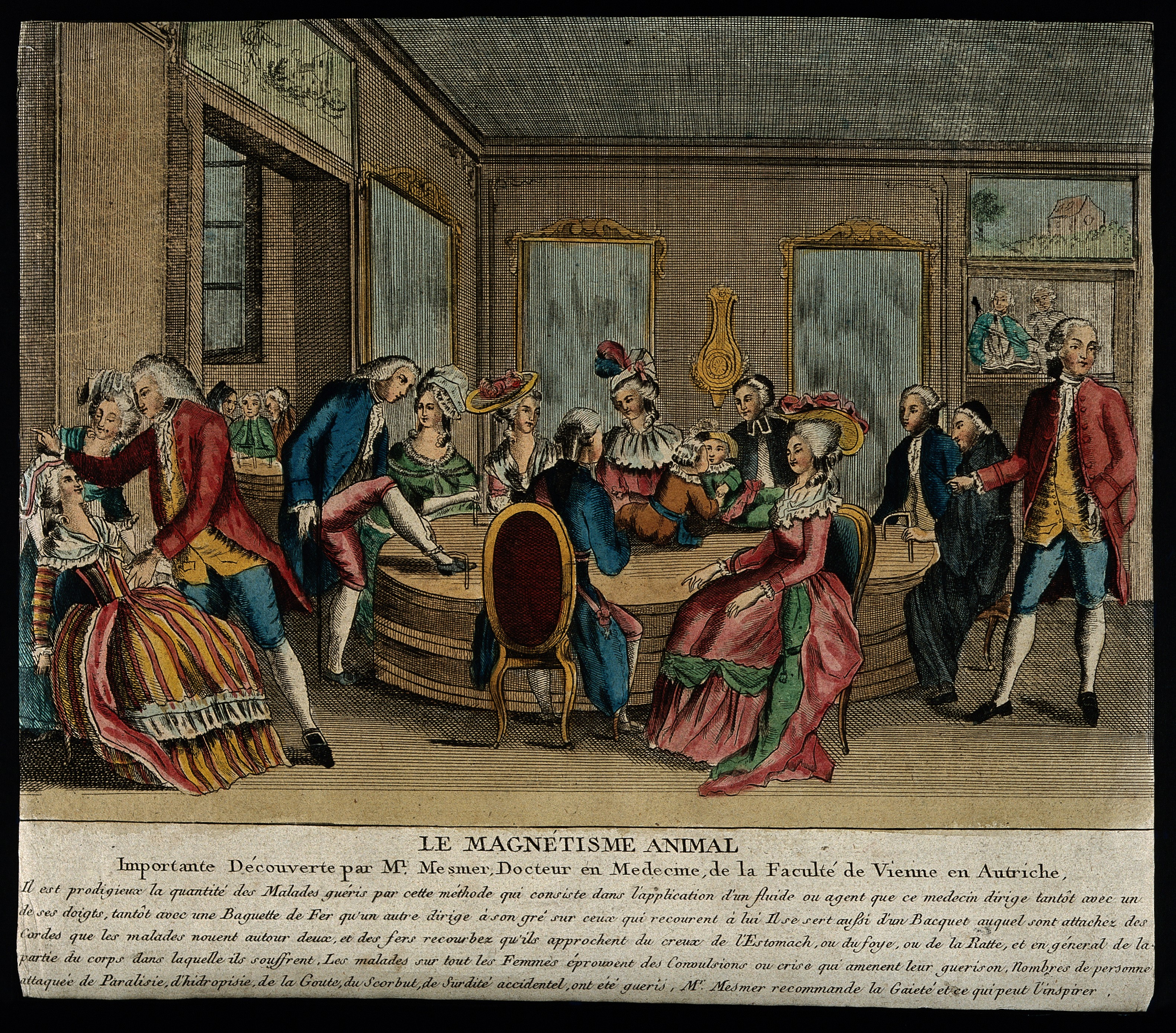
Сеанс групповой терапии доктора Месмера

Месмер практиковал в имперской столице, Вене, до 1777 года, когда получили огласку его неудачное лечение и, по слухам, интимная связь с придворной пианисткой, девицей Парадиз. «Здесь объявили меня шарлатаном, а всех, кто верит мне, дураками», — негодовал Месмер. В 1778 году он перебрался в Париж, где поселился на Вандомской площади. Среди первых французских пациентов были авторитетный банкир Корнман и маркиз де Лафайет, восторженно описавший «дар Месмера» в письме к Вашингтону.
Заручившись поддержкой королевы Марии-Антуанетты, Месмер основал Институт магнетизма, где пациентов лечили погружением ног в фонтан с намагниченной водой, тогда как руками они держались за провода, присоединённые к «магнетизированным» деревьям. Сам Месмер аккомпанировал этому действу на фортепьяно или стеклянной гармонике. В каждом сеансе принимало участие до сотни пациентов.
Увлечение королевского двора идеями Месмера породило шквал критики. «Журнал медицины» и «Газета о здоровье» регулярно публиковали сатирические отзывы о Месмере и его последователях. Борьбу с месмеристами возглавил медицинский факультет Сорбонны, под давлением которого король Людовик XVI образовал в 1784 году две научные комиссии с тем, чтобы они разобрались в существовании флюидов. Среди членов этих комиссий были такие светила науки, как Антуан Лавуазье и Бенджамин Франклин. Учёные мужи пришли к заключению, что никаких флюидов не существует, а единственной причиной месмерических феноменов объявили силу воображения пациента. Вооружившись этим заключением, профессора́ медицины Сорбонны потребовали от сторонников Месмера подписать официальное отречение от своих «заблуждений».

Чтобы заглушить голоса скептиков и «научной инквизиции», Месмер организовал Общество вселенской гармонии (Société de l’Harmonie Universelle), которое накануне революции насчитывало 430 членов. Отделения общества действовали в Страсбурге, Лионе, Бордо, Монпелье, Байонне, Нанте, Гренобле, Дижоне, Марселе, Кастре, Дуэ и Ниме. Штаб-квартирой общества служил роскошный особняк Куаньи в центре Парижа. В качестве казначея общества Месмер обзавёлся состоянием в 344 тыс. ливров и стал самым богатым учёным Европы. 

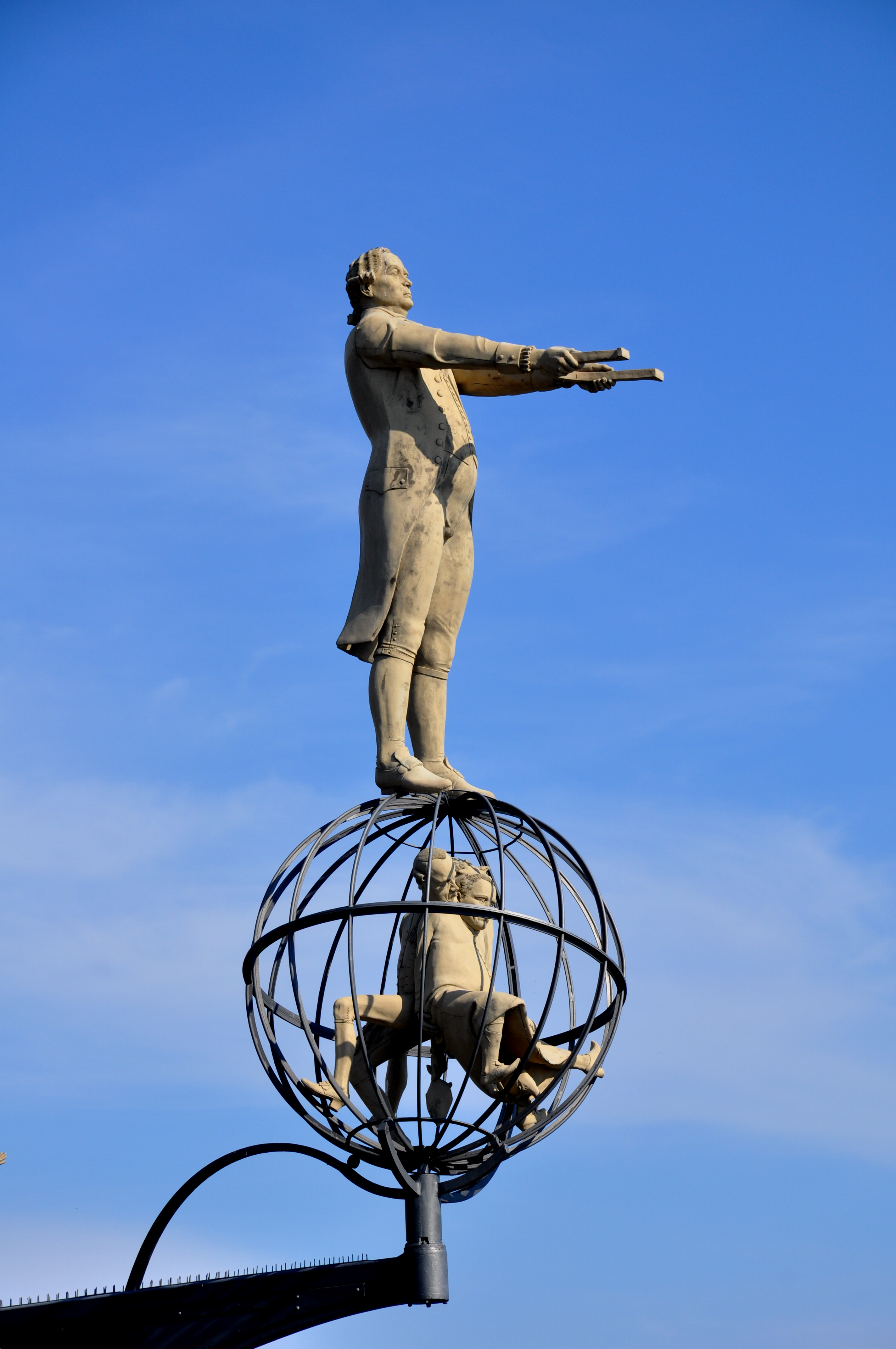
Памятник Месмеру в Мерсбурге

К этому времени учение о животном магнетизме разделилось на несколько рукавов. Основное направление во главе с самим Месмером составляли материалисты, считавшие физической основой телепатии флюиды, или «животное электричество». Идеалистическое крыло месмеризма (маркиз де Пюисегюр, Делёз, шевалье де Барбарен и др.) признавало действующей силой магнетизма не флюиды, а непосредственно волю человека. Его представители любили рассуждать о скрытых возможностях человеческой души, которые, по их мнению, сомнамбулизм демонстрирует. Наконец, магнетизмом заинтересовались отдельные масонские ложи, соединившие теорию Месмера с оккультными построениями Сведенборга (т. н. спиритуализм). В исторической перспективе именно это направление оказалось наиболее долговечным и влиятельным.
Революция 1790-х годов не только обозначила торжество рационализма в интеллектуальной жизни Франции, но и подорвала социальную основу Общества Месмера. Ретировавшись из Франции, где учение о животном магнетизме было окончательно отвергнуто академическими кругами, доктор Месмер окончил свою жизнь в нищете и безвестности.

## Вторая волна месмеризма
С наступлением эпохи романтизма возрождается интерес к непознанным, иррациональным сторонам существования, включая месмеризм. В начале XIX века сторонники Месмера нашли приют в Пруссии, где их идеи разделял самый влиятельный медик того времени, Гуфеланд. В новейшей версии это был скорее спиритуализм, сочетавший применение гипноза в медицинских целях с погружением пациента в «сомнамбулический транс» и оккультной практикой ясновидения.
В 1812 году прусский король учредил новую комиссию для исследования возможностей магнетизма. Как и в дореволюционной Франции, местная академия наук решительно потребовала поставить заслон проникновению «шарлатанства» в медицинскую практику. Однако это решение заблокировали лейб-медик Гуфеланд, канцлер Гарденберг и министр Гумбольдт. Благосклонное по отношению к магнетизёрам заключение комиссии позволило открыть кафедры месмеризма в Берлинском и Боннском университетах. Одну из них занял доктор Кореф, который впоследствии с успехом практиковал в Париже.

Из Берлина магнетизёры разъезжались по другим странам Европы. В Швабии идеи Месмера активно пропагандировал доктор Кернер. Дерптский профессор физики Георг Паррот отмечал в 1816 году, что «животный магнетизм вновь поднимается после того смертельного удара, который был нанесён ему общественным мнением», а два года спустя Николай Греч утверждал, что «чудесная сила магнетизма… не подвержена никакому сомнению». Мистически настроенный царь Александр I, заручившись в 1815 году заключением Петербургской академии о реальности Месмеровых флюидов, разрешил в 1816 году практиковать магнетизм только квалифицированным врачам и только под надзором Медицинского департамента. Через год аналогичный указ вышел и в Дании. 

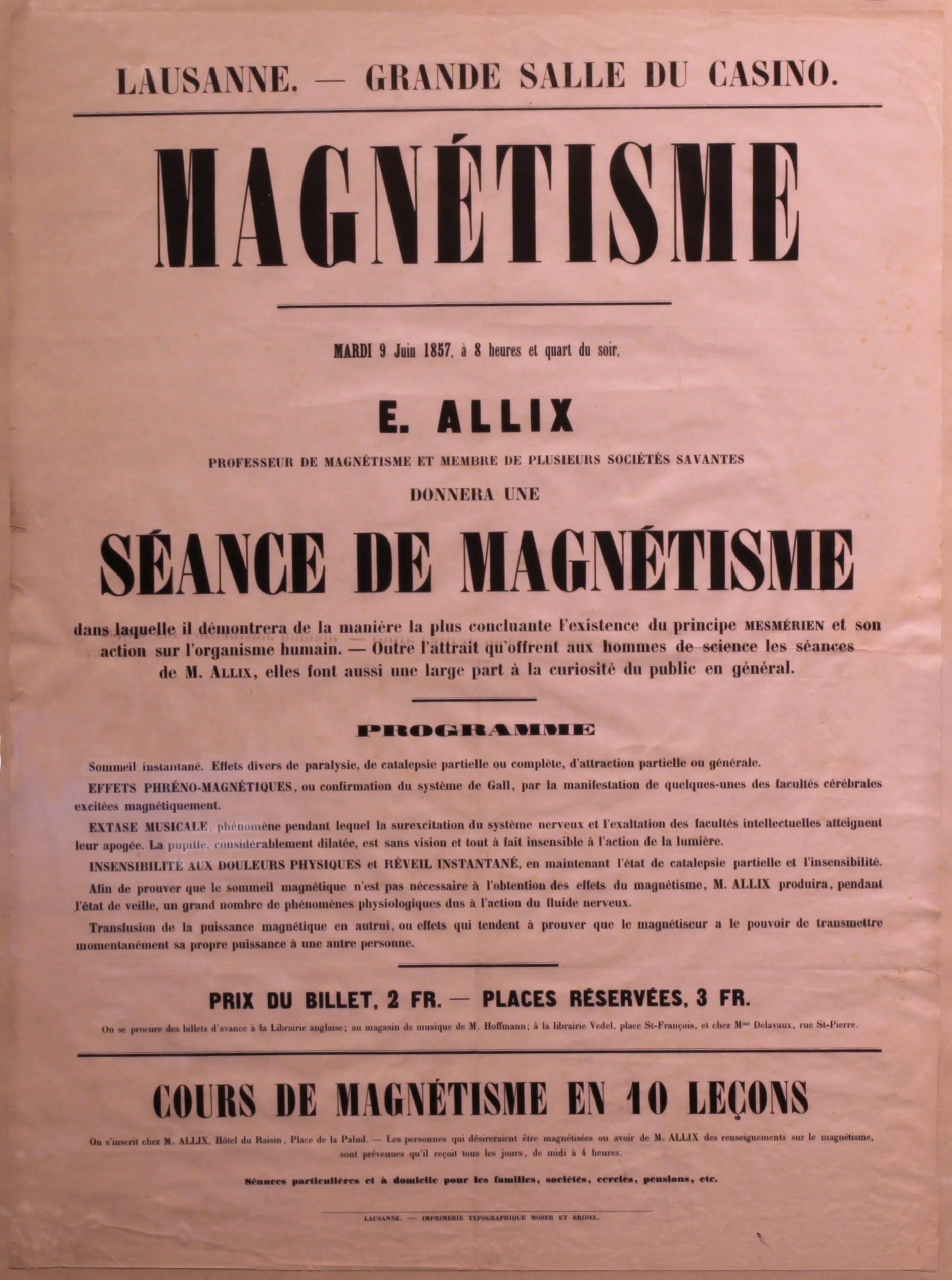
Афиша магнетизера, 1857 год

В 1820-е годы эксперименты Эрстеда, Ампера и Фарадея в области электромагнетизма позволили прояснить природу физического магнетизма. Одновременно медики разных стран изучали механизм действия нервной системы и не находили никаких доказательств существования магнетической жидкости, или флюидов. С каждым годом новые и новые открытия выбивали почву из-под ног последователей Месмера, пока к середине XIX века его теория окончательно не перешла в область лженауки (парапсихологии).
Впоследствии о «животном магнетизме» продолжали писать адепты оккультной медицины и авторы эзотерической литературы (напр. Е. Блаватская в «Разоблачённой Изиде»). Также употреблялся термин "личный магнетизм" и "гипнотизм", которые использовались в практике для лечения и развития личности, в частности силы воли как проявления магнетизма и способности психологического влияния на людей. Иногда человек, особо восприимчивый к гипнозу, или способный его воспринять, в частности ассистент магнетизёра, обычно женщина, назывался медиумом.

## Художественные отражения
Писатели эпохи романтизма не скрывали интереса к возможностям магнетизма. К примеру, Жан Поль излечил этим способом зубные боли жены, тогда как Шеллинг потерпел полное фиаско в лечении своей падчерицы. Гофман, посвятивший «тёмной стороне» месмеризма новеллу «Магнетизёр» (1814 г.), вернулся к этой теме в повестях «Зловещий гость» и «Пустой дом». В России о магнетизёрах писали А. Погорельский (роман «Магнетизёр») и В. Одоевский (повесть «Косморама»). Американский писатель Эдгар Аллан По обратился к этой тематике в рассказах "Месмерическое откровение", «Повесть Крутых гор» и «Правда о том, что случилось с мистером Вальдемаром».Так же Н. В. Гоголь в повести «Нос» касается темы животного магнетизма.
Среди писавших о месмеризме в XX и XXI веках — Брэм Стокер («Логово белого червя»), Артур Конан Дойл («Записки зомбированного»), Олдос Хаксли («Остров»), Виктор Пелевин («Смотритель»), Генри Лайон Олди («Алюмен»). В романе Дэна Симмонса "Друд или человек в чёрном" известный английский писатель Чарльз Диккенс практиковал месмеризм. В рассказе Филипа Дика «Мечтают ли андроиды об электроовцах?» месмеризм представлен как прототип религии будущего под названием Мерсеризм. Тема месмеризма поднимается в культовом фильме Киёси Куросавы «Исцеление» (1997 г.), сочинении Александра Сергеевича Пушкина «Пиковая дама».

## Отражения в массовой культуре
- В сериале "Пацаны" второстепенный антагонист по прозвищу "Месмерайзер" противостоит героям-линчевателям. Роль исполнил Хейли Джоэл Осмент.
- В фильме "Чужой против хищника" один из учёных объясняет свои успехи в общении с противоположным полом животным магнетизмом.
- В серии "Беспокойный мертвец" культового сериала "Доктор Кто" Чарльз Диккенс объясняет паранормальные явления тем, что попал под воздействие месмеризма.
- В 1994 году Роджер Споттисвуд снял фильм "Месмер", в котором роль учёного исполнил Алан Рикман.
- Тема месмеризма раскрывается в японском фильме ужасов 1997 года "Исцеление" режиссера Киёси Куросавы.